# كاميلا ويكس
كاميلا ويكس (بالإنجليزية: Camilla Wicks)‏ هي عازفة كمان أمريكية، ولدت في 9 أغسطس 1928 في لونغ بيتش في الولايات المتحدة.

## وصلات خارجية
- كاميلا ويكس على موقع IMDb (الإنجليزية)
- كاميلا ويكس على موقع ميوزك برينز (الإنجليزية)
- كاميلا ويكس على موقع أول ميوزيك (الإنجليزية)
- كاميلا ويكس على موقع ديسكوغز (الإنجليزية)